# Tunéziai férfi kézilabda-válogatott
A tunéziai férfi kézilabda-válogatott Tunézia nemzeti csapata, melyet a Tunéziai Kézilabda-szövetség (arabul الجامعة التونسية لكرة اليد, magyar átírásban ezs-Zsámiat et-Túniszijja li-Kurat el-Jadd, franciául  Fédération Tunisien de Handball) irányít.

## Eredmények nemzetközi tornákon
A tunéziai férfi kézilabda-válogatott az afrikai kontinens legerősebb és legeredményesebb csapata. tízszer nyerték meg az afrikai nemzetek-bajnokságát. Az olimpiai játékokon eddig három alkalommal vettek részt és legjobb helyezésük egy 8. hely a 2012. évi nyári olimpiai játékokról.
A világbajnokságra több ízben is kvalifikálták magukat. A 2005-ös tunéziai vb-n szerzett 4. helyezésük az eddigi legjobb eredményük ebben a versenysorozatban. Ezzel ők lettek a második, nem európai válogatott, akiknek sikerült bejutniuk a legjobb négy közé. Ez korábban Egyiptomnak sikerült 2001-ben.

## Eredmények
Világbajnokság
- 1967 - 15. hely
- 1995 - 15. hely
- 1997 - 16. hely
- 1999 - 12. hely
- 2001 - 10. hely
- 2003 - 14. hely
- 2005 - 04. hely
- 2007 - 11. hely
- 2009 - 17. hely
- 2011 - 20. hely
- 2013 - 11. hely
- 2015 - 15. hely
- 2017 - 19. hely
- 2019 - 12. hely
- 2021 - 25. hely
- 2023 - 25. hely
- 2025 - 22. hely

Afrikai nemzetek-bajnoksága
- 1974 - Győztes
- 1976 - Győztes
- 1979 - Győztes
- 1981 - 3. hely
- 1983 - 3. hely
- 1985 - 3. hely
- 1987 - 3. hely
- 1989 - 3. hely
- 1991 - 3. hely
- 1992 - 2. hely
- 1994 - Győztes
- 1996 - 2. hely
- 1998 - Győztes
- 2000 - 3. hely
- 2002 - Győztes
- 2004 - 2. hely
- 2006 - Győztes
- 2008 - 2. hely
- 2010 - Győztes
- 2012 - Győztes
- 2014 - 2. hely
- 2016 - 2. hely
- 2018 - Győztes
- 2020 - 2. hely
- 2022 - 4. hely
- 2024 - 3. hely

Nyári olimpiai játékok
- 1972 — 16. hely
- 1976 — visszalépett
- 2000 — 10. hely
- 2012 — 8. hely
- 2016 — 12. hely

## Külső hivatkozások
- A tunéziai Kézilabda-szövetség honlapja